# Idris Elba
Idrissa Akuna Elba, angleški filmski in televizijski igralec, pisatelj, pevec in didžej, * 6. september 1972 London, Združeno Kraljestvo.
Znan je po svojih nastopih v filmih Ameriški gangster, Tatovi, Zgube, Promotej, Ognjeni obroč in Mandela: Dolga pot do svobode. Njegova zelo znana vloga je tudi Heimdall, ki ga je upodobil v filmih Thor, Thor: Svet teme, Thor: Ragnarok, Maščevalci: Brezmejna vojna. Leta 2011 je Elba prejel zlati globus in leta 2016 nagrado Screen Actors Guild. Svoj glas je posodil Aslanu v Netflixovi filmski seriji Kronike Narnije.
Avgusta 2024 je Elba prejel odobritev tanzanijske vlade za ustanovitev filmskega studia v Zanzibarju.